# Henry Simmons

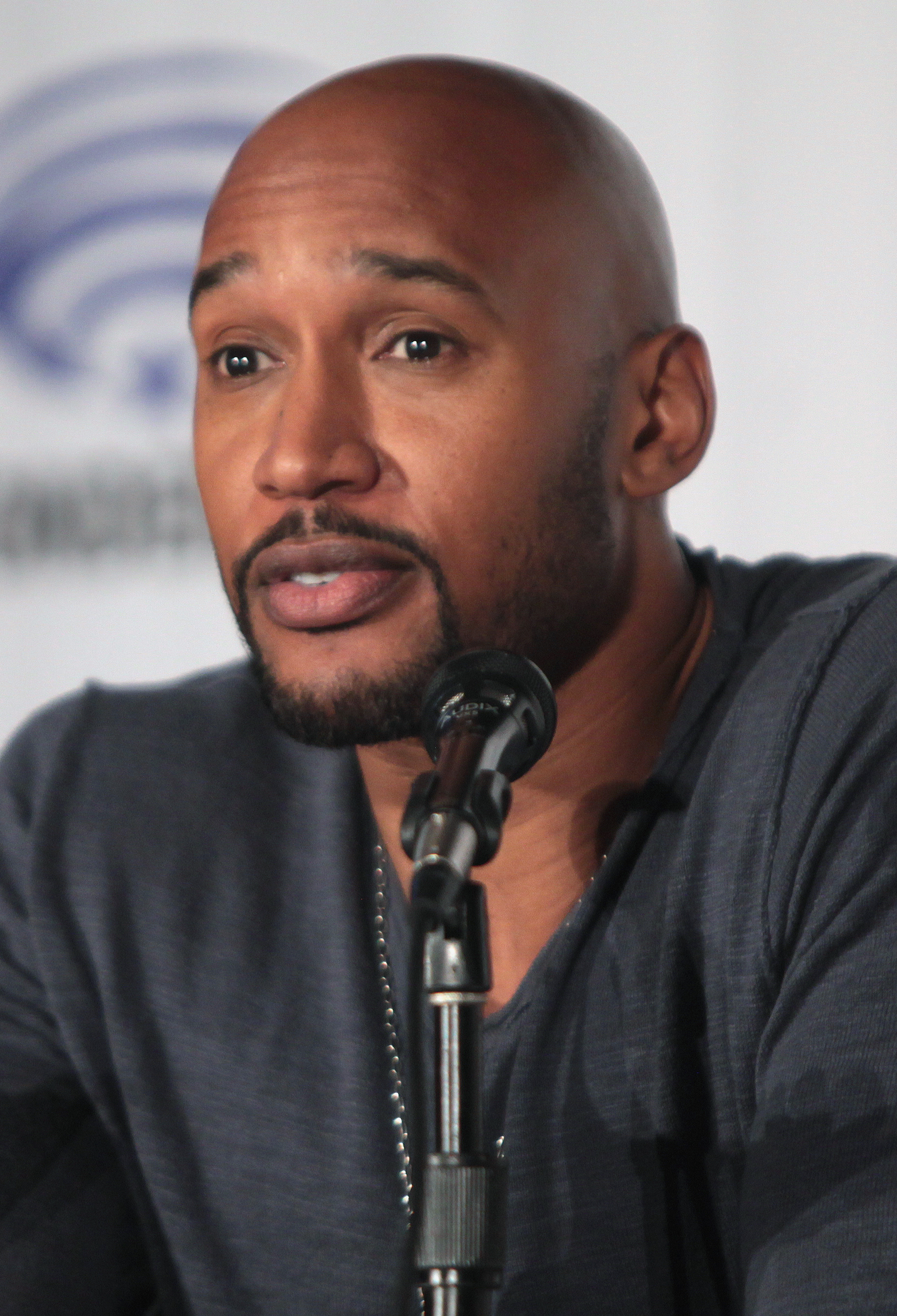
Henry Simmons bei der WonderCon 2016

Henry Oswald Simmons junior (* 1. Juli 1970 in Stamford, Connecticut) ist ein US-amerikanischer Schauspieler.

## Leben
Simmons, Sohn eines Steuerfahnders und einer Lehrerin, hat eine Zwillingsschwester. Er schloss im Jahr 1992 ein Studium der Wirtschaftswissenschaften am Franklin Pierce College (New Hampshire) ab. Zeitweise arbeitete er in einem Finanzunternehmen.
Simmons debütierte als Schauspieler in einer Folge der Comedy-Serie Saturday Night Live aus dem Jahr 1994, in der er einen verletzten Kollegen ersetzte. Im Sportdrama Above the Rim (1994) war er an der Seite von Duane Martin, Tupac Shakur und Marlon Wayans zu sehen. Im Filmdrama On the Q.T. (1999) spielte er neben James Earl Jones eine der größeren Rollen; größere Rollen übernahm er auch in der Komödie Snow Days (1999), im Sportdrama A Gentleman's Game (2001) und in Historiendrama Spartacus (2004). In den Jahren 2000 bis 2005 trat er in über 100 Folgen der Fernsehserie New York Cops – NYPD Blue auf.
Der Thriller The Insurgents (2006), in dem Simmons neben John Shea, Mary Stuart Masterson, Juliette Marquis und Michael Mosley die Hauptrolle des Ex-Marine Marcus spielte, erhielt unter anderen den German Independence Award des Internationalen Filmfestes Oldenburg. Die Rolle im Filmdrama South of Pico (2007) brachte Simmons 2007 den Großen Jurypreis des American Black Film Festivals.
Von 2014 bis 2020 war er in der Serie Marvel’s Agents of S.H.I.E.L.D. zu sehen.

## Filmografie (Auswahl)
Filme
- 1994: Above the Rim
- 1999: On the Q.T.
- 1999: Snow Days
- 2001: A Gentleman’s Game
- 2004: Spartacus (Fernsehfilm)
- 2004: New York Taxi (Taxi)
- 2005: Sind wir schon da? (Are We There Yet?)
- 2006: Neue Liebe, neues Glück (Something New)
- 2006: Das verrückte Familienfest  (Madea’s Family Reunion)
- 2006: The Insurgents
- 2007: South of Pico
- 2009: World’s Greatest Dad
- 2014: Keine gute Tat (No Good Deed)

Fernsehserien
- 1994–1995: New York Undercover (2 Episoden)
- 2000–2005: New York Cops – NYPD Blue (NYPD Blue, 121 Episoden)
- 2006–2008: Shark (32 Episoden)
- 2009: CSI: Miami (Episode 8x08)
- 2012: Common Law (Episode 1x04)
- 2013: Bones – Die Knochenjägerin (Bones, Episode 8x12)
- 2013–2014: Ravenswood (8 Episoden)
- 2014: Law & Order: Special Victims Unit (Episode 16x02)
- 2014–2020: Marvel’s Agents of S.H.I.E.L.D.
- 2022: Der Denver-Clan (Dynasty, 2 Episoden)